# Aaron Taylor-Johnson

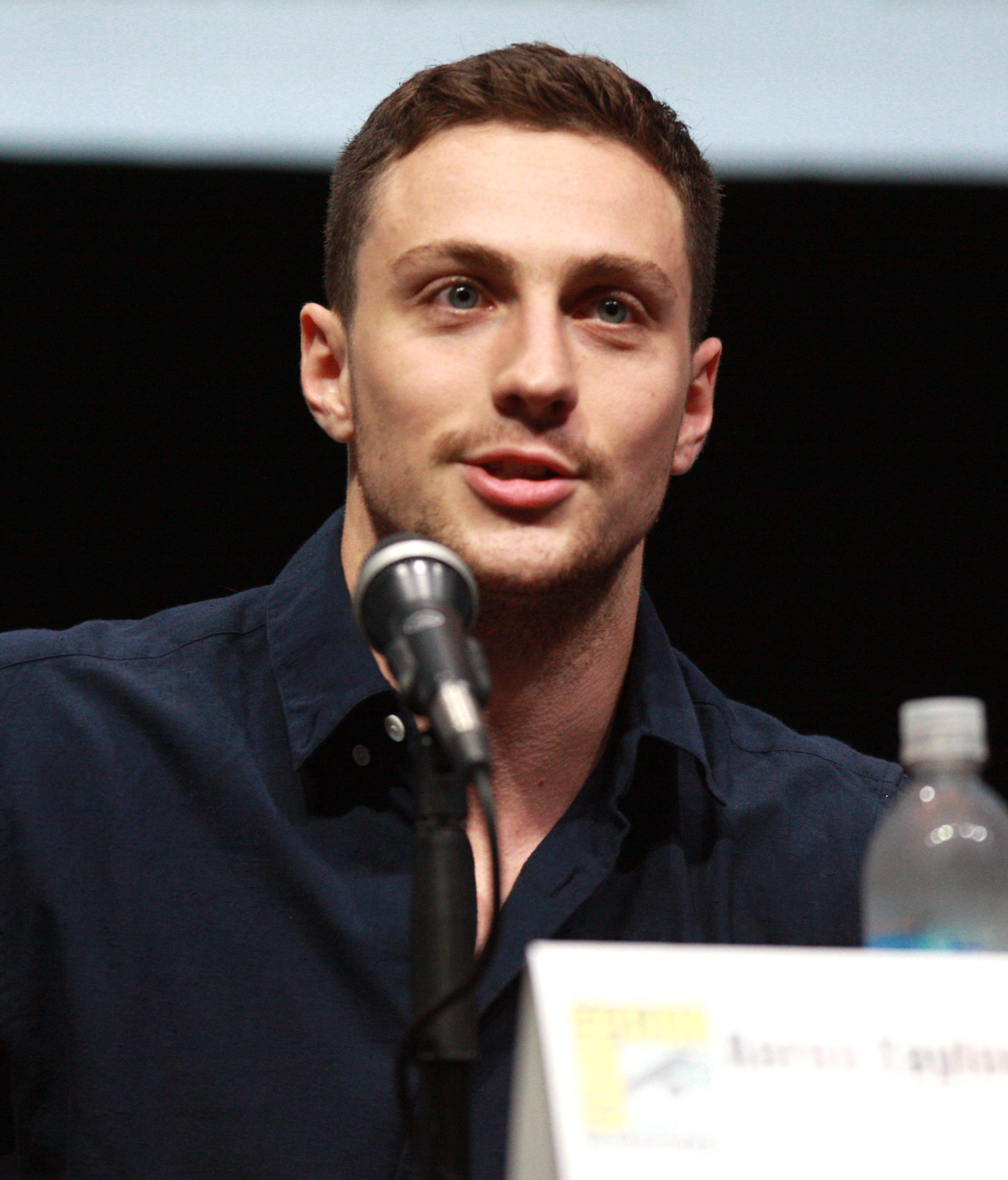
Aaron Taylor-Johnson (2013)

Aaron Perry Taylor-Johnson (ur. 13 czerwca 1990 w High Wycombe) – brytyjski aktor. Wystąpił w roli Quicksilvera w Avengers: Czas Ultrona. Laureat Złotego Globu za rolę drugoplanową w filmie Zwierzęta nocy (2016).

## Życiorys

### Wczesne lata
Urodził się w High Wycombe w hrabstwie Buckinghamshire w rodzinie żydowskiej jako syn Sarah i Roberta Johnsona, inżyniera. Wychowywał się z siostrą Gemmą. Zaczął występować na scenie w wieku sześciu lat. Uczęszczał do Holmer Green Senior School. W latach 1996–2008 studiował dramat, stepowanie, jazz, akrobatykę i śpiew w Jackie Palmer Stage School.

### Kariera
W 1999 wystąpił w roli syna Lorda Macduffa w sztuce Williama Shakespeare’a Makbet z Rufusa Sewella w roli tytułowej. W 2000 grał w przedstawieniu Arthura Millera Wszyscy moi synowie.
Po raz pierwszy trafił na mały ekran jako Johanan w dramacie historycznym Lux Vide Biblia. Apokalipsa świętego Jana (San Giovanni – L’apocalisse, 2000) w reżyserii Raffaele’a Mertesa z udziałem Richarda Harrisa. Następnie został obsadzony w roli młodego Lorimera Blacka w serialu BBC One/A&E Pancernik (Armadillo, 2001) na podstawie powieści Williama Boyda z Jamesem Frainem. W przygodowej komedii sensacyjnej Rycerze z Szanghaju (Shanghai Knights, 2003) pojawił się jako Charlie Chaplin. W serialu BBC One Chłopiec z piór (Feather Boy, 2004) z Thomasem Brodie-Sangsterem zagrał rolę Nikera. W dramacie przygodowym Złodziejaszki (The Thief Lord, 2006) wystąpił jako Prosper, główny bohater i członek gangu Scipio. Gurinder Chadha zaangażowała go do roli Robbiego w komediodramacie Angus, stringi i przytulanki (2008). Odniósł komercyjny sukces jako Dave „Kick-Ass” Lizewski, nastoletni fan komiksów, który marzy o byciu prawdziwym superbohaterem w komedii sensacyjnej Matthew Vaughna Kick-Ass (2009), zdobywając nominację do Teen Choice Awards 2010 i  MTV Movie Award w kategorii przełomowa rola męska.
Kreacja Johna Lennona w dramacie biograficznym John Lennon. Chłopak znikąd (Nowhere Boy, 2010) przyniosła mu nagrodę magazynu „Empire” dla najlepszego nowicjusza. W 2011 był nominowany do nagrody BAFTA dla wschodzącej gwiazdy. W ekranizacji powieści Lwa Tołstoja Anna Karenina (2012) w reżyserii Joe Wrighta z Keirą Knightley w roli tytułowej wystąpił jako hrabia Aleksiej Kriłłowicz Wroński. Za rolę psychopatycznego włóczęgi Raya Marcusa w dreszczowcu Toma Forda Zwierzęta nocy (Nocturnal Animals, 2016) zdobył Złoty Glob dla najlepszego aktora drugoplanowego i był nominowany do nagrody BAFTA dla najlepszego aktora drugoplanowego. W dramacie Milion małych kawałków (A Million Little Pieces, 2018) zagrał uzależnionego od narkotyków i alkoholu pisarza, który poddaje się dwumiesięcznemu zabiegowi detoksykacji w ośrodku terapeutycznym.
W maju 2021 Taylor-Johnson został obsadzony w tytułowej roli Kravena w filmie Kraven Łowca, kolejna postać Marvela, aby zagrać w samodzielnym filmie, którego premierę zaplanowano na 30 sierpnia 2024, jako część Sony’s Spider-Man Universe. Aktor rozważany jest przez producentkę Barbarę Broccoli jako kandydat do roli Jamesa Bonda w nowym filmie o agencie 007.
Był na okładkach magazynów takich jak „Esquire”, „Entertainment Weekly” i „Men’s Health”.

## Życie prywatne
W czerwcu 2009 związał się ze starszą o 23 lata reżyserką, Samanthą Louise Taylor-Wood. Pobrali się 21 czerwca 2012. Mają dwie córki: Wyldę Rae (ur. 2010) i Romy Hero (ur. 2012).
W 2015 został uznany za jednego z 50 najlepiej ubranych Brytyjczyków przez magazyn „GQ”.

## Filmografia
- Armadillo (2001) jako Młody Lorimer Black
- Tom i Thomas (Tom & Thomas, 2002) jako Tom / Thomas
- Biblia. Apokalipsa świętego Jana (San Giovanni – L'apocalisse, 2002) jako Johanan
- Rycerze z Szanghaju (Shanghai Knights, 2003) jako Charlie Chaplin
- Behind Closed Doors (2003) jako Sam Goodwin
- The Bill (2003) jako Zac Clough
- Family Business (2004) jako Paul Sullivan
- Chłopiec z piór (Feather Boy, 004) jako Niker
- Dead Cool (2004) jako George
- O krok od śmierci (I Shouldn't Be Alive, 2006, TV) jako Mark
- Złodziejaszki (The Thief Lord, 2006) jako Prosper
- Przyjaciele (The Best Man, (2006) jako Michal jako 43 lata
- Iluzjonista (The Illusionist, 2006) jako Młody Eisenheim
- Casualty (2006) jako Joey Byrne
- Fast Learners (2006) jako Neil
- The Magic Door (2007) jako Flip
- Sherlock Holmes i Banda z Baker Street (Sherlock Holmes and the Baker Street Irregulars, 2007) jako Finch
- Porozmawiaj ze mną (Talk to Me, 2007) jako Aaron
- Nearly Famous (2007–2008) jako Owen
- Dummy (2008) jako Danny
- Angus, stringi i przytulanki (Angus, Thongs and Full-Frontal Snogging, 2008) jako Robbie
- Najlepszy (The Greatest, 2009) jako Bennett
- Kick-Ass (2009) jako Dave Lizewski
- Pokój na czacie (2010) jako William
- John Lennon. Chłopak znikąd (Nowhere Boy, 2010) jako John Lennon
- Albert Nobbs (2011) jako Joe
- Anna Karenina (2012) jako Hrabia Aleksiej Kriłłowicz Wroński
- Savages: Ponad bezprawiem (2012) jako Ben
- Kick-Ass 2 (2012) jako Dave Lizewski
- Godzilla (2014) jako Ford Brody
- Kapitan Ameryka: Zimowy żołnierz (2014) jako Pietro Maximoff / Quicksilver
- Avengers: Czas Ultrona (2015) jako Quicksilver
- Zwierzęta nocy (Nocturnal Animals, 2016) jako Ray Marcus
- The Wall (2017) jako Isaac
- Król wyjęty spod prawa (2018) jako Lord James Douglas
- Milion małych kawałków (A Million Little Pieces, 2018) jako James Frey
- Tenet (2020) jako junior
- King’s Man: Pierwsza misja (The King's Man, 2021) jako Lee Unwin
- Bullet Train (2022) jako Mandarynka
- Kaskader (The Fall Guy, 2024) jako Tom Ryder
- Nosferatu (2024) jako Friedrich Harding
- Kraven Łowca (Kraven the Hunter, 2024) jako Sergei Kravinoff / Kraven Łowca[21]
- 28 lat później (28 Years Later, 2025) jako Jamie